# Penhook
Penhook é uma Região censo-designada localizada no estado norte-americano de Virginia, no Condado de Franklin.

## Demografia
Segundo o censo norte-americano de 2000, a sua população era de 726 habitantes.

## Geografia
De acordo com o United States Census Bureau tem uma área de
32,7 km², dos quais 28,9 km² cobertos por terra e 3,8 km² cobertos por água. Penhook localiza-se a aproximadamente 222 m acima do nível do mar.

## Localidades na vizinhança
O diagrama seguinte representa as localidades num raio de 24 km ao redor de Penhook.